# George W. Ackerman

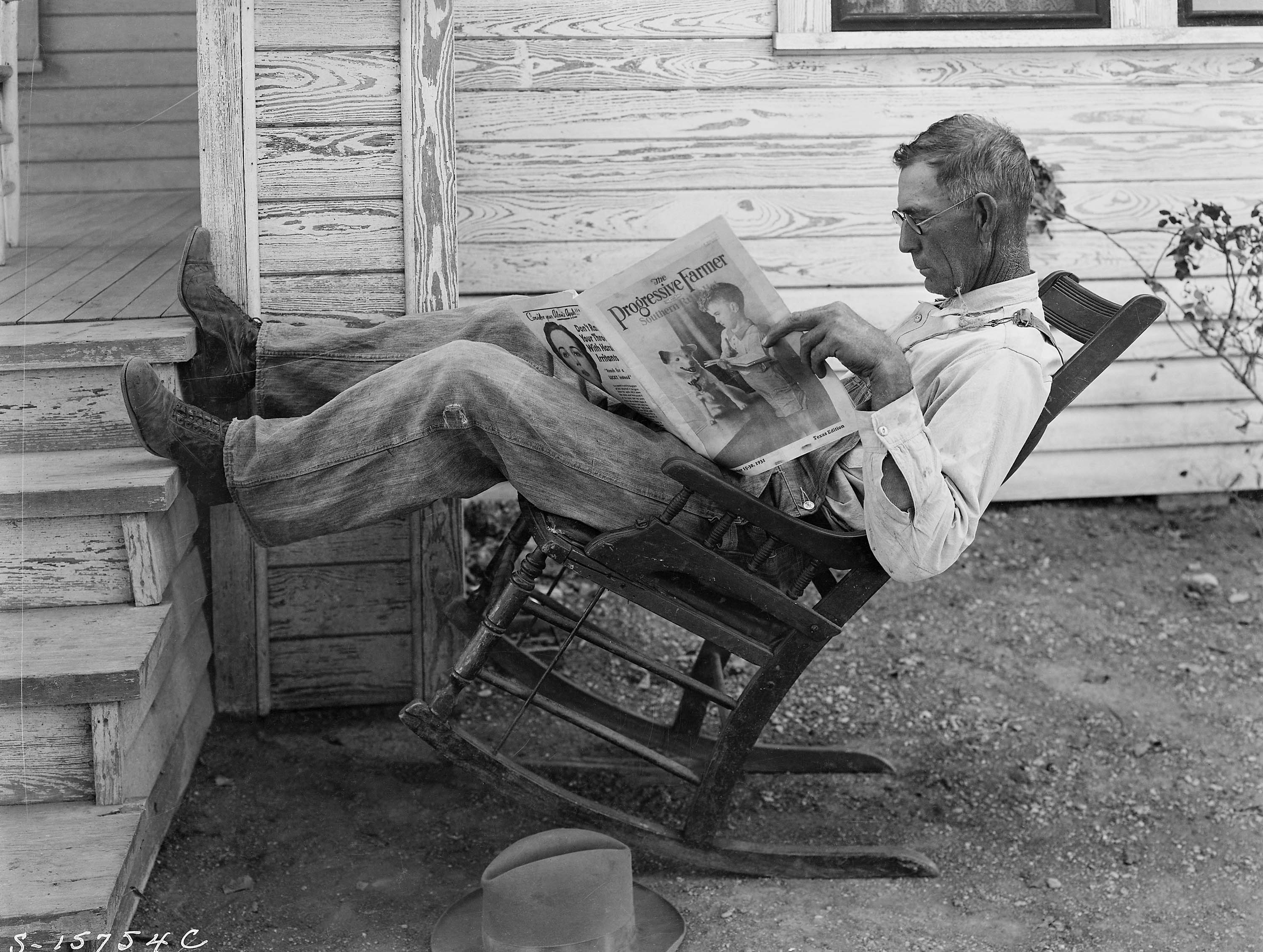
A Farmer Reading His Paper. Fotograferad av George W. Ackerman i Coryell County, Texas, i september 1931.

George W. Ackerman, född 1884, död 1962, var en amerikansk fotograf. 

## Biografi
Ackerman började som fotograf åt Bureau of Plant Industry, 1910, för en lön på 900 dollar om året. 1917 övergick han till Federal Extension Service, där han sysslade med att åka runt i USA och fotografera livet på landet. Under sin nästan 40-åriga karriär inom USA:s jordbruksdepartement uppskattas han ha tagit mer än 50 000 bilder.